# Avantage
『avantage』（アヴァンタージュ）は、2005年にリリースされた来生たかおの22枚目のオリジナルアルバム（CD＋DVD〈規格品番：ANYC-12024/5〉）である。

## 概要
※原則的に、来生たかおは“来生”に省略、来生えつこは“来生えつこ”と表記。
コンサートの映像や来生自身の監修によるプライベートショットを収めたDVDとの2枚組で、バックバンド“スタートル”のメンバーがメインとなって編曲・演奏を手掛けている。また、編曲者の“矢倉銀”は、来生のペンネームである。
来生は、前アルバム収録の「サラリーマン」のような、10代の頃に作った楽曲を再び紹介しようと考えていたが、来生えつこの、詞があまりにも恥ずかしいとの意見で見送られた。また、後の弁によれば、CDが売れない時勢を考慮すれば本作を最後にもうアルバムは作れないかも知れないと思っていたという。
DVDのコンサートの映像は、2曲目、8曲目、10曲目は『クリスマスコンサート2004 égalité』（2004年12月18日／東京都・中野サンプラザ）、4曲目、5曲目、7曲目は『ソロライブ Stand Alone 2005』（2005年3月21日／東京都・府中の森芸術劇場）の模様を収録している（※曲番はカーテンショットを含めた数字）。
前作『égalité』同様、デザインワークには来生自身の意向が多分に反映されており、タイトルの“アヴァンタージュ”（フランス語）は、英語の“アドヴァンテージ（advantage）”に相当し、『égalité』（英語の“イーヴン〈even〉”＝“五分五分の形勢・同点・引き分け”）から一歩進んだ心境を表現している。
青空をバックに色取り取りの洗濯物が干されているジャケット写真は、千葉の館山にある来生えつこの別宅で撮影された。これは、傾倒する小津安二郎の映画に同様のショットが多く使われていることからの発案である。また、プライベートショットを収録した48ページのブックレットは、東京都新宿区のゴールデン街で撮影した写真を表紙に使用しており、これもまた小津作品に登場するネオン街をイメージしたものである。店舗の看板には“Bar 浅い夢 avantage” “SNACK たかお” “遊歩道” “Etsuko”等、過去のアルバムや姉弟の名が嵌め込まれている。なお、付属の厚紙製ケースは『ホワイト・アルバム』をイメージした真っ白なものになっている。

## パッケージの体裁

### アルバムタイトル
※初出のジャケット表記“avantage”以外のもの
ケースの側面部
“アヴァンタージュ”“avantage”の併用
帯
“アヴァンタージュ”
なお、各種ディスコグラフィーによっても表記は片仮名やアルファベットになっている。

### ディスクジャケット
マルチケースに2つ折りのカードを挿入（ブックレットはCDケースと共に紙製筒状ケースに収納）

### 帯のコピー
デビュー30周年記念アルバム。新曲9曲に加え、衝撃の話題作2曲を収録。 最新のライブ映像6曲とプライベートショットも楽しめるファン必携のDVD付

## 収録曲

### CD
1. アゲインスト（5：04）
  - 作詞：来生えつこ ／ 作曲：来生たかお ／ 編曲：矢倉銀・小田木隆明
2. できたての季節に（4：00）
  - 作詞：来生えつこ ／ 作曲：来生たかお ／ 編曲：矢倉銀
  - 歌入れはあっさりと3回程で終了した[1]。
3. Around and around（3：47）
  - 作詞：来生えつこ ／ 作曲：来生たかお ／ 編曲：矢倉銀
  - 以上の3曲は、ビートルズ風のサウンドを目指し、ドラムはリンゴ・スターを意識したという[1]。
4. 鮮やかな場面（4：16）
  - 作詞：来生えつこ ／ 作曲：来生たかお ／ 編曲：松田真人
5. 霧のこころ（4：44）
  - 作詞：来生えつこ ／ 作曲：来生たかお ／ 編曲：板村文
6. スプラッシュ（4：17）
  - 作詞：来生えつこ ／ 作曲：来生たかお ／ 編曲：山崎教昌
7. 余白の街（7：03）
  - 作詞：来生えつこ ／ 作曲：来生たかお ／ 編曲：矢倉銀・小田木隆明
  - 約7分の組曲的な楽曲で、メロディーは以前からストックされていたという。この曲もビートルズ風のサウンドを目指し、ドラムはリンゴ・スターを意識して作られた[1]。
8. Dムーン（5：38）
  - 作詞：来生えつこ ／ 作曲：来生たかお ／ 編曲：土屋潔
9. あなたに還る日（5：38）
  - 作詞：来生えつこ ／ 作曲：来生たかお ／ 編曲：松田真人
  - 来生は、バラードはメロディラインをなめらかに歌いたいとの思いがあり、レコーディングに際し、難しかった1曲として挙げている[1]。
  - 再び愛を取り戻す2人の姿が描かれているが、来生えつこは、あくまで曲調に適った歌詞を付けており、本曲のように必ずしも自身の生き方とは合致しないものもあると明言している。
10. 夢の途中譜（ボーナストラック）（2：08）
  - 作詞：来生えつこ ／ 編曲：Takao All Stars
  - 小津安二郎の映画『長屋紳士録』で笠智衆が歌った“のぞきからくり”の一節に個人史を載せた楽曲[1]。
11. ねじれたハートで（ボーナストラック）（3：56）
  - 作詞：来生えつこ ／ 作曲：来生たかお ／ オリジナル編曲：星勝
  - 1982年7月21日にリリースされた桃井かおりとのデュエット曲を、姉弟で歌ったヴァージョン。来生えつこはレコーディングの前にヴォイストレーニングを受けたという。

### DVD
1. オープニング（浅い夢BGM）（0：40）
  - 作曲：来生たかお
  - 海辺や青空の映像に、本作品のために新たに録音された「浅い夢」のインストゥルメンタル・ヴァージョンが重ねられている[1]。
2. 浅い夢（3：54）
  - 作詞：来生えつこ ／ 作曲：来生たかお
  - 楽曲の詳細はオリジナルアルバム『浅い夢』を参照。
3. カーテンショット1（0：42）
  - 雨の舗道、草花、公園等の風景に、「浅い夢」のインストゥルメンタル・ヴァージョンが重ねられている。
4. もうすぐ、たそがれ（4：00）
  - 作詞：来生えつこ ／ 作曲：来生たかお
  - 来生自身によるピアノの弾き語り。
  - 楽曲の詳細はオリジナルアルバム『AT RANDOM』を参照。
5. 挿話（エピソード）（3：18）
  - 作詞：来生えつこ ／ 作曲：来生たかお
  - 来生自身によるピアノの弾き語り。
  - オリジナルのタイトル表記は「挿話-エピソード-」である。楽曲の詳細はオリジナルアルバム『ジグザグ』を参照。
6. カーテンショット2（0：44）
  - 幼少時から現在に至る来生の写真や映像に、「浅い夢」のインストゥルメンタル・ヴァージョンが重ねられている。
7. 夢の途中（5：20）
  - 作詞：来生えつこ ／ 作曲：来生たかお
  - 来生自身によるピアノの弾き語り。
  - 楽曲の詳細はオリジナルアルバム『夢の途中』を参照。
8. Goodbye day（5：41）
  - 作詞：来生えつこ ／ 作曲：来生たかお
  - 楽曲の詳細はオリジナルアルバム『Sparkle』を参照。
9. カーテンショット3（0：31）
  - ひばりが丘団地の映像に「浅い夢」のインストゥルメンタル・ヴァージョンが重ねられている。
10. サラリーマン（3：48）
  - 作詞：来生えつこ ／ 作曲：来生たかお
  - 楽曲の詳細はオリジナルアルバム『égalité』を参照。
11. エンディング（浅い夢BGM）（2：43）
  - 作曲：来生たかお
  - 来生とその愛犬、本アルバムのジャケットに使われた洗濯物や海辺の景色等に、「浅い夢」のインストゥルメンタル・ヴァージョンが重ねられている。

## 参加ミュージシャン
CD
-Keyboards：小田木隆明（1,11）、山崎教昌（2,3,6）、松田真人（4,8,9）、矢倉銀（7） 
-Piano & Rhodes：松田真人（2,3） 
-Piano “NICHE”Solo & Keyboards：山崎教昌（3） 
-Guitar：土屋潔（2,3,6,8）、小田木隆明（1,4,7,11）、武沢侑昴（5,9） 
-Electric Bass：千葉一樹（2,3） 
-Drums：佐藤武美（2,3） 
-Drum Architect：小田木隆明（6） 
-Chorus：小田木隆明（7）
-“Splash” on Interlude：板村文（6） 
-Pad：板村文（8） 
-All Instruments：Takao All Stars（10） 
-Sound Architect：小田木隆明（1,4,7,8,9,11）、板村文（5） 
DVD（※曲番はカーテンショットを含めた数字）
- Piano：来生たかお（2,4,5,7,8,10）
- Keyboards：松田真人（2,8,10）、山崎教昌（8,10）
- Electric Guitar：土屋潔（2,3,6,8）
- Acoustic Guitar：土屋潔（10）
- Electric Bass：千葉一樹（8,10）
- Drum：佐藤武美（8,10）
- Chorus：松田真人（10）、土屋潔（10）

## 参加スタッフ
- Executive Producer：安西範康（ANY CO. LTD.）、上坂伸夫（FUJIPACIFIC MUSIC INC.）
- Co-Produce & Mix：井川彰夫（Wellver Music Japan Inc.）
- Assistant Engineer：殿岡信悟、佐藤勇矢（Sound Arts）、黒田かおり（一口坂スタジオ）
- Mastering：高城賢（SI Project）
- Recording Coordinate：井川麻衣（Wellver Music Japan Inc.）
- Art Direction・Design & Photographs：三島浩
- Album DTP：三島文夫（Mishima Design Office）
- A & R：平野優香（日本音楽保存）
- Artist Management：小松裕二、遠藤直樹、島崎有紀（TEN YEARS LTD.）
- Supervisor：坂口公一（日本音楽保存）、渡辺章（FUJIPACIFIC MUSIC INC.）
- Thanks To 宮崎真哉（Because Itd.）、渡辺智加（Because Itd.）、源井和仁（Because Itd.）、阿部麻紀子（一口坂スタジオ）、荒木正博（一口坂スタジオ）、高橋純代（一口坂スタジオ）、今井豊（Sound Arts）、高頭由加（Sound Arts）、坂田敏和（EXT Inc.）、近藤隆司